# Android KitKat

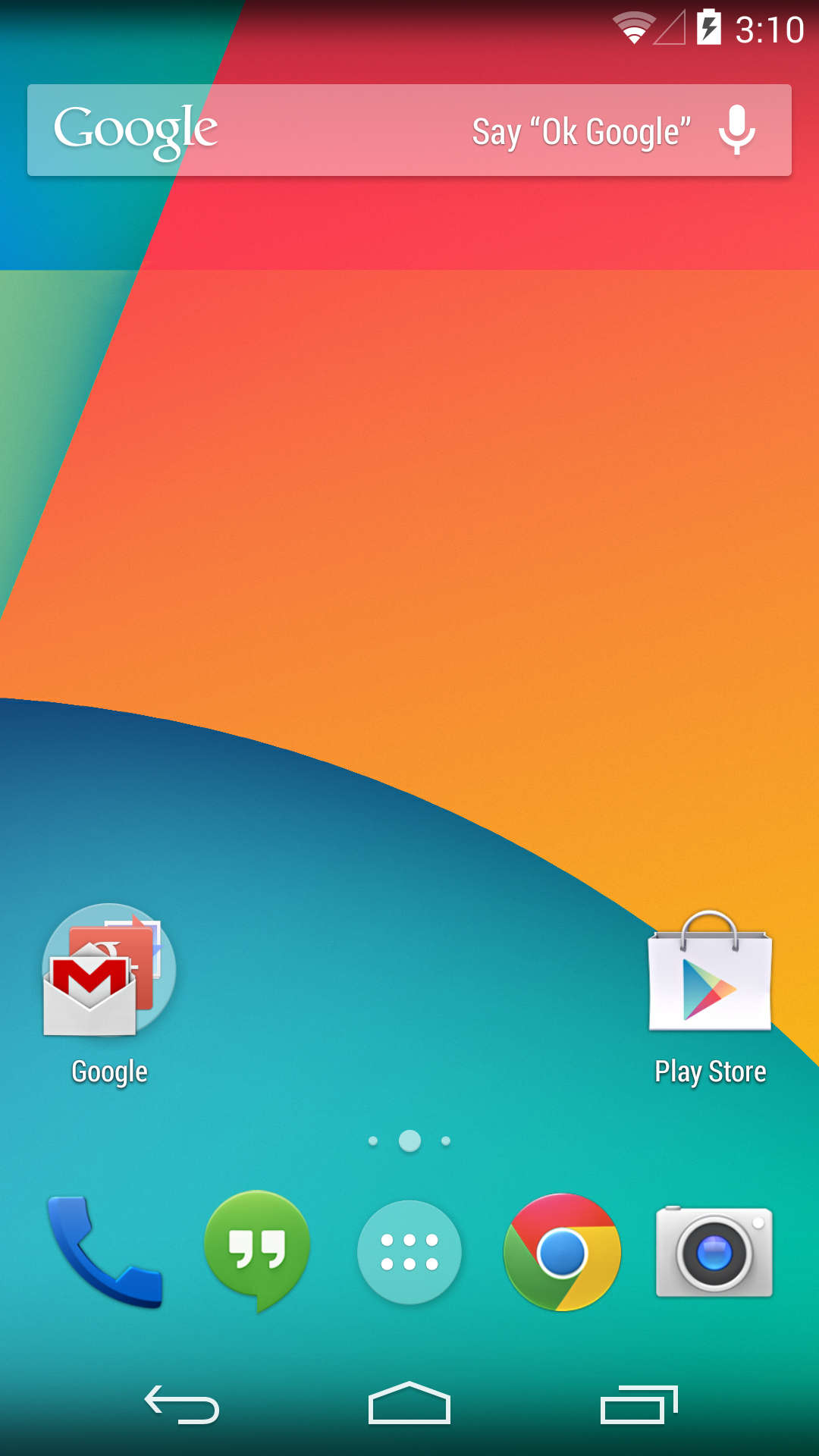
Screenshot eines Android 4.4.2 Homescreens (Nexus 5)

Android KitKat ist der Codename für die elfte Version des von Google entwickelten Betriebssystems Android, welche am 31. Oktober 2013 veröffentlicht wurde. Benannt wurde es nach dem von Nestlé vertriebenen Schokoriegel KitKat.
Dabei war die Vorgängerversion Android 4.3 (Jelly Bean), der Nachfolger Android 5 (Lollipop).
Zu Android KitKat gehören auch einige Unterversionen wie Android 4.4.4, welches als letzte dieser am 19. Juni 2014 herauskam. Den letzten Sicherheits-Patch dafür gab es im Oktober 2017.
Die verwendeten Android API-Level sind 19 und 20, welche seit August 2023 jedoch nicht mehr unterstützt werden. Daraus geht hervor, dass die letzte unterstützte Version der Google Play Dienste die 23.30.13 ist.

## Besonderheiten und Neuerungen
Eingeführt wurde mit Android 4.4 unter anderem das Einblenden von Album-Covers von gerade abgespielten Musiktiteln als Sperrbildschirmhintergrund. Weiter werden Speicheroptimierungen genannt, die sich positiv auf das Multitasking auswirken, die Google-Tastatur bekommt Unterstützung für zahlreiche Emojis und Funktionen wie das kabellose Drucken wurden implementiert.
Zudem wurden die Telefon- und die E-Mail Apps erneuert und neue Google-Apps fanden Einzug, dazu gehören Google Drive und Google Quickoffice.
Auch wurde eine Version speziell für Smartwatches und Wearables unter dem Namen Android 4.4W veröffentlicht.

## Geräte
Einsatz fand diese Android-Version auf vielen Smartphones und Tablets. So war Android 4.4 z. B. auf dem Samsung Galaxy S5 oder dem Google Nexus 5 werksseitig vorinstalliert.
Zudem wurde es beispielsweise auf dem Samsung Galaxy S4 oder HTC One in Form eines OTA-Updates ausgerollt.

## Verbreitung
Mit 39,7% Marktanteil, verglichen mit anderen Android-Versionen, hatte KitKat in der ersten Hälfte des Jahres 2015 sein Maximum erreicht und war gleichzeitig die am weitesten verbreitete Version dieses Betriebssystems.
Im Januar 2023 kam Android KitKat auf einen Anteil von nur noch 0,7 %, wobei es aber bereits in der ersten Hälfte des Jahres 2016 von Android 6 (Marshmallow) überholt wurde.